# Ivan Droppa
Ivan Droppa (né le 1er février 1972 à Liptovský Mikuláš en Tchécoslovaquie) est un joueur professionnel slovaque de hockey sur glace.

## Carrière en club
En 1990, il commence sa carrière avec le HC Košice dans l'Extraliga. Il est choisi au cours du repêchage d'entrée dans la Ligue nationale de hockey par les Blackhawks de Chicago en 2e ronde, en 37e position. Il a disputé 19 matchs dans la LNH. En 1998, il revient en Europe et signe dans la DEL. En 2005, il remporte l'Extraliga avec le MsHK Žilina.

## Carrière internationale
Il a représenté la Tchécoslovaquie et la Slovaquie au niveau international.

## Statistiques

### En club
| Saison     | Équipe                   | Ligue        |    | Saison régulière | Saison régulière | Saison régulière | Saison régulière | Saison régulière |    | Séries éliminatoires | Séries éliminatoires | Séries éliminatoires | Séries éliminatoires | Séries éliminatoires |
| Saison     | Équipe                   | Ligue        | PJ | B                | A                | Pts              | Pun              | PJ               | B  | A                    | Pts                  | Pun                  |                      |                      |
| 1990-1991  | HC Košice                | Extraliga    | 49 | 1                | 7                | 8                | 12               |                  |    |                      |                      |                      |                      |                      |
| 1992-1993  | Ice d'Indianapolis       | LIH          | 77 | 14               | 29               | 43               | 92               | 5                | 0  | 1                    | 1                    | 2                    |                      |                      |
| 1993-1994  | Ice d'Indianapolis       | LIH          | 55 | 9                | 10               | 19               | 71               | --               | -- | --                   | --                   | --                   |                      |                      |
| 1993-1994  | Blackhawks de Chicago    | LNH          | 12 | 0                | 1                | 1                | 12               | --               | -- | --                   | --                   | --                   |                      |                      |
| 1994-1995  | Ice d'Indianapolis       | LIH          | 67 | 5                | 28               | 33               | 91               | --               | -- | --                   | --                   | --                   |                      |                      |
| 1995-1996  | Ice d'Indianapolis       | LIH          | 72 | 6                | 30               | 36               | 71               | 3                | 0  | 1                    | 1                    | 2                    |                      |                      |
| 1995-1996  | Blackhawks de Chicago    | LNH          | 7  | 0                | 0                | 0                | 2                | --               | -- | --                   | --                   | --                   |                      |                      |
| 1996-1997  | Ice d'Indianapolis       | LIH          | 26 | 1                | 13               | 14               | 44               | --               | -- | --                   | --                   | --                   |                      |                      |
| 1996-1997  | Monarchs de la Caroline  | LAH          | 47 | 4                | 22               | 26               | 48               | --               | -- | --                   | --                   | --                   |                      |                      |
| 1998-1999  | Ice Tigers de Nuremberg  | DEL          | 42 | 10               | 14               | 24               | 97               |                  |    |                      |                      |                      |                      |                      |
| 1999-2000  | Cassel Huskies           | DEL          | 26 | 2                | 11               | 13               | 24               | 8                | 1  | 0                    | 1                    | 16                   |                      |                      |
| 2000-2001  | Cassel Huskies           | DEL          | 48 | 6                | 10               | 16               | 50               | --               | -- | --                   | --                   | --                   |                      |                      |
| 2001-2002  | DEG Metro Stars          | DEL          | 59 | 6                | 16               | 22               | 81               | --               | -- | --                   | --                   | --                   |                      |                      |
| 2002-2003  | Ice Tigers de Nuremberg  | DEL          | 46 | 2                | 8                | 10               | 56               | 5                | 0  | 3                    | 3                    | 2                    |                      |                      |
| 2003-2004  | HC Chemopetrol Litvínov  | Extraliga    | 36 | 1                | 7                | 8                | 16               | --               | -- | --                   | --                   | --                   |                      |                      |
| 2003-2004  | HC Slavia Prague         | Extraliga    | 13 | 1                | 3                | 4                | 14               | --               | -- | --                   | --                   | --                   |                      |                      |
| 2004-2005  | MHk 32 Liptovský Mikuláš | Extraliga    | 44 | 5                | 11               | 16               | 37               |                  |    |                      |                      |                      |                      |                      |
| 2004-2005  | MsHK Žilina              | Extraliga    | 8  | 1                | 0                | 1                | 0                | 5                | 1  | 2                    | 3                    | 18                   |                      |                      |
| 2005-2006  | MsHK Žilina              | Extraliga    | 54 | 3                | 13               | 16               | 70               |                  |    |                      |                      |                      |                      |                      |
| 2006-2007  | HC Košice                | Extraliga    | 50 | 9                | 16               | 25               | 82               |                  |    |                      |                      |                      |                      |                      |
| 2007-2008  | HC Košice                | Extraliga    | 48 | 9                | 14               | 23               | 101              |                  |    |                      |                      |                      |                      |                      |
| 2008-2009  | MsHK Žilina              | Extraliga    | 44 | 4                | 11               | 15               | 74               |                  |    |                      |                      |                      |                      |                      |
| 2008-2009  | Schwenningen ERC         | Bundesliga   | 9  | 1                | 3                | 4                | 8                | 1                | 0  | 1                    | 1                    | 6                    |                      |                      |
| 2009-2010  | Ours de Villard-de-Lans  | Ligue Magnus | 7  | 0                | 1                | 1                | 8                |                  |    |                      |                      |                      |                      |                      |
| 2009-2010  | MHK Dolný Kubín          | 1.liga       | 4  | 1                | 1                | 2                | 0                |                  |    |                      |                      |                      |                      |                      |
| Totaux LNH | Totaux LNH               | Totaux LNH   | 19 | 0                | 1                | 1                | 4                |                  |    |                      |                      |                      |                      |                      |